# Yasuko Konoe
Yasuko Konoe (em japonês: 近衛 甯子; nascida princesa Yasuko de Mikasa; Numazu, 26 de abril de 1944) é a primeira filha de Takahito, príncipe Mikasa, e Yuriko, princesa Mikasa. Ela se casou com Tadateru Konoe em 16 de dezembro de 1966. Como resultado, ela abdicou de seu título imperial e deixou a Família Imperial Japonesa, conforme exigido por lei.

## Educação
Ela estudou em Gakushuin Elementary School e depois na Escola Secundária das mulheres Gakushuin. Ela se formou do Departamento de Língua Japonesa e Literatura, Faculdade de Letras da Universidade de Gakushuin.

## Casamento e família
Ela se casou com o Sr. Tadateru Konoe em 16 de dezembro de 1966. Após seu casamento, a princesa Yasuko deixou a Família Imperial e tomou o sobrenome de seu marido. Tadateru Konoe é o irmão mais novo do ex-primeiro-ministro Morihiro Hosokawa e neto adotado (e herdeiro) do ex-primeiro-ministro Fumimaro Konoe. Atualmente, é presidente da Cruz Vermelha japonesa Society. Eles têm um filho chamado, Tadahiro (nascido em 18 de julho de 1970). De seu filho Tadahiro e e da esposa dele, Keiko Kuni (c. 10 de abril de 2004), Konoe tem três netos: dois meninos e uma menina.

## Títulos e estilos
- 26 de abril de 1944 — 16 de dezembro de 1966 : Sua Alteza Imperial a princesa Yasuko de Mikasa
- 16 de dezembro de 1966 — presente : Sra. Tadateru Konoe

## Honras

### Honras nacionais
- Grande Cordão da Ordem da Coroa Preciosa